# نایجل کراوچ
نایجل کراوچ (انگلیسی: Nigel Crouch؛ زادهٔ ۲۴ نوامبر ۱۹۵۸) بازیکن فوتبال اهل بریتانیا است.
از باشگاه‌هایی که در آن بازی کرده‌است می‌توان به باشگاه فوتبال برانتهام اتلتیک، باشگاه فوتبال لینکولن سیتی، باشگاه فوتبال ایپسویچ تاون، و باشگاه فوتبال کولچستر یونایتد اشاره کرد.